# Stora myr
Stora myr är en sjö i Sotenäs kommun i Bohuslän och ingår i Örekilsälven-Strömsåns kustområde.